# Versoix–Bourg
Versoix-Bourg, ou Bourg selon l'Unesco, est un site palafittique préhistorique des Alpes, situé sur les rives du lac Léman, sur la commune de Versoix, dans le canton de Genève, en Suisse.

## Historique
Le site de Versoix-Bourg est connu depuis 1854. Il a fait l'objet de nombreuses explorations, mais n'a été délimité précisément et étudié qu'en 1983.

## Description
Le site est daté du Bronze final.

## Patrimoine mondial
Le 26 juin 2011, les sites palafittiques préhistoriques autour des Alpes (Suisse, Allemagne, Autriche, France, Italie, Slovénie) ont été inscrits sur la liste du Patrimoine mondial de l'UNESCO. Ils comprennent 111 sites archéologiques, dont 56 se trouvent en Suisse. Ils donnent un aperçu de la vie quotidienne au Néolithique et à l’Âge du bronze dans les Alpes. Situés au bord de lacs, ils ont conservé des vestiges de pieux fichés (palafittes). Ils permettent d’étudier les premières sociétés agricoles dans cette région.